# Gabi Ohler
Gabi Ohler (* 17. September 1962 in Mainz) ist eine deutsche politische Beamtin (Die Linke). Von 2014 bis 2020 war sie Staatssekretärin im Ministerium für Bildung, Jugend und Sport.

## Leben
Gabi Ohler studierte nach dem Abitur von 1983 bis 1991 Germanistik und Politikwissenschaft an den Universitäten in Mainz und Marburg mit dem Abschluss Magister Artium. Anschließend war sie bis 1993 als Lehrerin für Deutsch als Fremdsprache tätig. Nach einer Weiterbildung zur Fachzeitschriftenredakteurin arbeitete sie als Redaktionsassistentin und Redakteurin. Von 1999 bis 2002 war sie als Referentin der PDS-Fraktion im Deutschen Bundestag beschäftigt und arbeitete von 2004 bis 2014 als Wissenschaftliche Mitarbeiterin der Fraktion Die Linke im Thüringer Landtag. Am 5. Dezember 2014 wurde sie durch den neugewählten Thüringer Ministerpräsidenten Bodo Ramelow zur Staatssekretärin im Ministerium für Bildung, Jugend und Sport ernannt. Diesen Posten übte sie bis zur Versetzung in den einstweiligen Ruhestand Anfang März 2020 aus. Anfang Juli 2020 wurde sie als Nachfolgerin von Katrin Christ-Eisenwinder zur Gleichstellungsbeauftragte des Freistaates Thüringen ernannt. Im Juli 2025 wurde sie in diesem Amt von Nadja Sthamer abgelöst.